# 聖塞巴斯蒂昂 (聖保羅州)

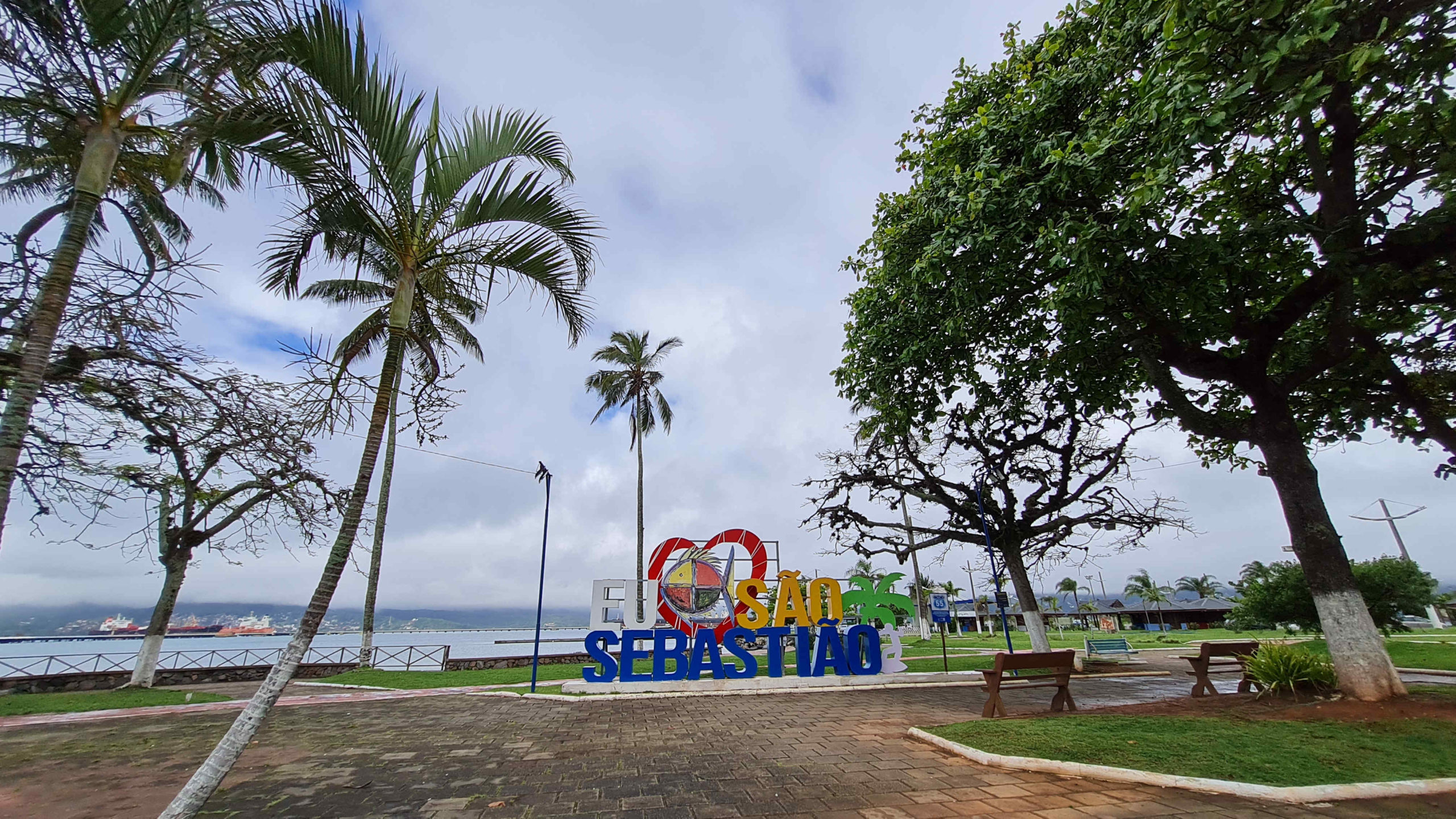
聖塞巴斯蒂昂

23°50′46″S 46°37′47″W / 23.84611°S 46.62972°W
聖塞巴斯蒂昂（葡萄牙語：São Sebastião），是巴西的城鎮，位於該國南部，由聖保羅州負責管轄，始建於1636年3月16日，面積400平方公里，2014年人口81,718，人口密度每平方公里204.46人。